# Boroboroton

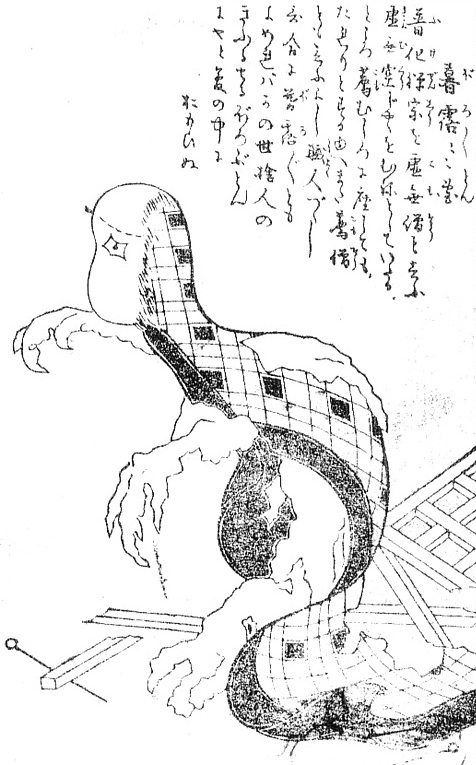
Boroboroton illustrato da Toriyama Sekien

Il Boroboroton (暮露暮露団) è uno tsukumogami considerato crudele e pericoloso per i viventi.

## Aspetto
Appare come un Futon o come un ammasso di stracci che prende vita di notte. Si solleva in aria per poi cercare di strangolare il dormiente.

## Origine
Il Boroboroton appartiene a uno specifico gruppo di Yōkai, gli tsukumogami (letteralmente "spirito oggetto"). Gli Tsukumogami sono degli oggetti d'uso quotidiano posseduti da degli yokai oppure animati autonomamente dopo cent'anni d'utilizzo. Si riconoscono perché, nonostante la loro antichità, si presentano come nuovi e intonsi. I Boroboroton prendono vita, pregni delle ossessioni di chi li indossò, quando si ritengono ignorati e si vendicano attaccando il proprietario. In alternativa, organizzano delle caotiche e rumorose feste notturne assieme agli altri oggetti viventi nella casa.